# Kaarlo Juho Ståhlberg
Kaarlo Juho Ståhlberg (Suomussalmi, 28 de janeiro de 1865 - Helsinki, 22 de setembro de 1952) foi o 1° presidente da Finlândia, governando entre 27 de julho de 1919 e 1 de março de 1925.

## Biografia

### Juventude
Ståhlberg nasceu em Suomussalmi, na região de Kainuu, Finlândia. Ele foi o segundo filho de Johan (Janne) Gabriel Ståhlberg, um pastor assistente, e Amanda Gustafa Castrén. Em ambos os lados da família, os homens foram pastores luteranos. Ele foi batizado como Carl Johan, porém mais tarde mudou seu nome para o finlandês Kaarlo Juho, tal como a maioria dos fennoman (i.e., os apoiadores da língua e cultura finlandesas, ao invés da sueca).
O pai de Ståhlberg faleceu quando este era criança, deixando a família em dificuldades. Esta mudou-se para Oulu quando foram para a escola, enquanto a mãe trabalhava para sustentar a família. A família de Ståhlberg sempre falou e apoiou a língua finlandesa. Kaarlo ingressou no liceu particular de Oulu, e tornou-se o melhor aluno de sua classe. Graduou-se em 1889 como bacharel em Direito pela Universidade de Helsinki. Ele obteve doutorado em Direito em 1893.

### Carreira como acadêmico e funcionário público
Ståhlberg logo iniciou uma longa carreira como planejador no Senado, no período em que a Finlândia era um grão-ducado do Império Russo. Ele era um "constitucionalista" – apoiando a constituição local e o trabalho legislativo, incluindo uma resistência à tentativa de "russificação" da Finlândia. Ele também apoiou as campanhas pelo voto feminino.
Ståhlberg trabalhou como secretário do comitê financeiro da Dieta Finlandesa em 1891 antes de ser indicado como professor assistente de Direito Administrativo e Economia na Universidade de Helsinki em 1894. Nesta época ele iniciou seu envolvimento mais ativo com a política, tornando-se membro do Partido da Jovem Finlândia.
Em 1893 casou-se com sua primeira esposa, Hedvig Irene Wåhlberg (1869-1917). Eles tiveram seis filhos: Kaarlo (1894-1977), Aino (1895–1974), Elli (1899-1986), Aune (1901-1967), Juho (1907-1973) e Kyllikki (1908-1994).
Em 1898, ele foi indicado como secretário de protocolo para o sub-departamento de assuntos civis. Ironicamente, tornou-se uma figura de grande importância na administração finlandesa durante o governo de Nikolai Bobrikov, cujo governo foi marcado pelo início da russificação, e cujas políticas representavam tudo a que o constitucionalista Ståhlberg se opunha. Ståhlberg foi eleito em 1901 como membro do Conselho Municipal de Helsinki, trabalhando ali até 1903. Em 1902, foi demitido do cargo de secretário de protocolo devido à sua visão estritamente legalista e a sua oposição à legislação do serviço militar obrigatório.

### Carreira como político
Stählberg participou na Dieta (parlamento) finlandês entre 1904 e 1905. Em 1905, foi indicado senador, responsável pelos temas de comércio e indústria. Uma das mais importantes tarefas para o novo senado constitucionalista era considerar propostas de reforma da Dieta e, apesar de inicialmente cético a respeito de parte da proposta, Ståhlberg atuou no esboço da legislação que criou o Parlamento da Finlândia. Ståhlberg renunciou ao Senado em 1907, devido à rejeição pelo parlamento de um projeto de lei do Senado restringindo o álcool.
No ano seguinte ele concluiu sua carreira acadêmica, sendo indicado Professor de Direito Administrativo na Universidade de Helsinki, cargo que manteve até 1918. Durante este período ele escreveu seu principal trabalho, "Direito administrativo finlandês, volumes I & II". Ele também permaneceu ativo na política, sendo eleito para o comitê central do Partido Jovem Finlandês. Em 1908, Ståhlberg foi eleito membro do Parlamento representando a região de Häme do Sul, até 1910. Ele também atuou como representante do sul de Oulu de 1914 até sua indicação como presidente da Suprema Corte Administrativa, em 1918. Ståhlberg também atuou como porta-voz do parlamento em 1914.
Após a Revolução de Fevereiro em 1917, Ståhlberg foi apoiado pela maioria dos membros não-socialistas do Parlamento para se tornar vice-diretor do departamento econômico do senado. Entretanto, ele não recebeu apoio do Partido Social-Democrata, para ele uma pré-condição para que fosse eleito. Ao invés disto, o social-democrata Oskari Tokoi foi eleito, com Ståhlberg sendo indicado como diretor do Conselho Constitucional. Este conselho fora criado pouco tempo antes, para fazer planos para um novo governo da Finlândia, face aos eventos que se sucederam à Revolução de Fevereiro e à abdicação de Nicolau II do posto de imperador da Rússia e grão-duque da Finlândia.
O novo governo aprovado pelo conselho foi baseado principalmente na constituição sueca de 1772, datando do período da dominação sueca. A forma proposta de governo foi rejeitada pelo governo provisório russo, e ficou por um bom tempo esquecida devido à confusão e urgência da situação oriunda da Revolução de Outubro e a declaração de independência da Finlândia.

### Arquiteto da constituição finlandesa
Após a Finlândia declarar sua independência em dezembro de 1917, o comitê constitucional esboçou propostas para um governo republicano. Como diretor do conselho, Ståhlberg esteve envolvido no esboço das propostas constitucionais durante o ano de 1918, quando o impacto da Guerra Civil Finlandesa e os debates entre republicanos e monarquistas na constituição futura geraram várias proposituras. Suas propostas terminaram incluídas na constituição, em 1919. Em 1918, Ståhlberg apoiou a ideia de uma república ao invés de uma monarquia constitucional. Sua indicação como primeiro presidente da Suprema Corte Administrativa 1918 significou que ele abandonara seu papel como membro do Parlamento, e assim não esteve envolvido na eleição do príncipe Frederico Carlos de Hesse como rei da Finlândia em outubro daquele ano. A medida em que ficava claro que a Finlândia seria uma república, Stålberg também pregava a eleição direta do presidente, porém o Conselho de Estado escolheu o sistema de eleição por colégio eleitoral, apesar de o primeiro presidente ser eleito pelo parlamento.

### Primeiro presidente da Finlândia
Ståhlberg emergiu como candidato a presidente com o apoio do recém criado Partido Nacional Progressivo, Kansallinen Edistyspuolue do qual era membro, e da Liga Agrária (partido de centro). Ele foi eleito pelo parlamento como presidente da república a 27 de julho de 1919, derrotando Carl Gustaf Emil Mannerheim (candidato apoiado pela Coalizão Nacional e pelo Partido do Povo Sueco) por 143 votos a 50.
Ståhlberg tomou posse no cargo de presidente no mesmo dia, e relutantemente mudou-se de sua casa em Helsinki para o palácio presidencial.
Como presidente, Ståhlberg era bastante formal, e devido à sua timidez, escrevia tudo que ia dizer em público antes de fazê-lo. Ele também não gostava de ocasiões oficiais, e não foi apenas por razões políticas que ele recusou o convite para uma visita à Suécia. Ståhlberg era viúvo 1917, mas em 1920 ele casou-se pela segunda vez, com Ester Hällström (1870-1950).
Como primeiro presidente da Finlândia, Ståhlberg teve que criar vários precedentes e interpretações sobre como o mandato presidencial deveria ser conduzido. Seu período de governo também foi marcado por uma sucessão de gabinetes de curta duração. Em seu governo foram nada menos do que oito. A maioria era de coalizão entre os Agrários, os Nacional Progressivos, a Coalizão Nacional e o Partido do Povo Sueco.
Na política externa Ståhlberg era particularmente reservado com relação à Suécia, principalmente devido à crise das ilhas Åland, que marcou os primeiros anos de seu governo. Ele também tinha cautelas com a Alemanha e foi em geral mal-sucedido na tentativa de estabelecer relações próximas com a Polônia, o Reino Unido e a França.

### Vida após a presidência
Ståhlberg não buscou a reeleição em 1925, por achar o seu período presidencial demasiado desgastante. Ele também acreditava que a direita e os monarquistas se reconciliariam com a república se ele saísse. Lhe foi oferecido o posto de Chanceler da Universidade de Helsinki porém ele o recusou, ao invés disso tornou-se membro de um comitê de estudo de leis. Ele também atuou como membro do Partido Nacional Progressista Uusimaa, entre 1930 e 1933.
Em 1930 ativistas do movimento Lapua, de direita, sequestraram-no, assim como à sua esposa, tentando enviá-lo para a União Soviética, mas o incidente apenas apressou o fim do movimento Lapua.
Ståhlberg foi candidato por seu partido Nacional Progressista na eleição presidencial de 1931, a qual perdeu para Pehr Evind Svinhufvud por apenas dois votos de diferença na terceira rodada. Ele também foi candidato na eleição de 1937, terminando na terceira colocação.
Em 1946, Ståhlberg aposentou-se e tornou-se conselheiro do presidente Juho Kusti Paasikivi. Faleceu em 1952 e foi sepultado no cemitério Hietaniemi em Helsinki com grandes honras.
Está sepultado no Cemitério de Hietaniemi em Helsínquia.